# Clethrionomys centralis
Clethrionomys centralis är en däggdjursart som beskrevs av Miller 1906. Clethrionomys centralis ingår i släktet skogssorkar, och familjen hamsterartade gnagare. Inga underarter finns listade i Catalogue of Life.
Arten blir 8,5 till 11,2 cm lång (huvud och bål) och har en 3,5 till 5,9 cm lång svans. Bakfötterna är cirka 1,8 cm långa och öronen är ungefär 1,4 cm stora. Den mörkbruna pälsen på ovansidan med lite inslag av röd blir mot huvudet ljusare och mer grått mot stjärten. Undersidan är täckt av ljusbrun till ljusgrå päls. Även svansen är uppdelad i en mörkbrun ovansida och en vit undersida. Alla andra släktmedlemmar i samma region är mer rödaktiga. Ungar har allmänt en mörkare pälsfärg som byts ut när individen når en vikt av cirka 17 g. Vuxna exemplar är 24 till 33,5 g tunga.
Denna gnagare förekommer i Kirgizistan och norra Kina i bergstrakterna Altaj och Tianshan. Arten vistas i regioner som ligger 1300 till 2900 meter över havet. Habitatet utgörs av barrskogar med buskar eller gräs som undervegetation.
Individerna äter gröna växtdelar, bär och bark. Ibland stjäler de frukter från människans förråd. De vilar under stenar, under rötter eller på vintern under snötäcket. Fortplantningstiden är beroende på utbredning. Den sträcker sig i höga regioner från april till augusti. I lägre trakter sker fortplantningen mellan mars och september/oktober. Honor föder 2 till 9 ungar per kull.
Ibland gräver arten underjordiska bon där boets kammare ligger 25 till 30 cm under markytan samt 30 till 35 cm från ingången.